# グランドニッコー淡路

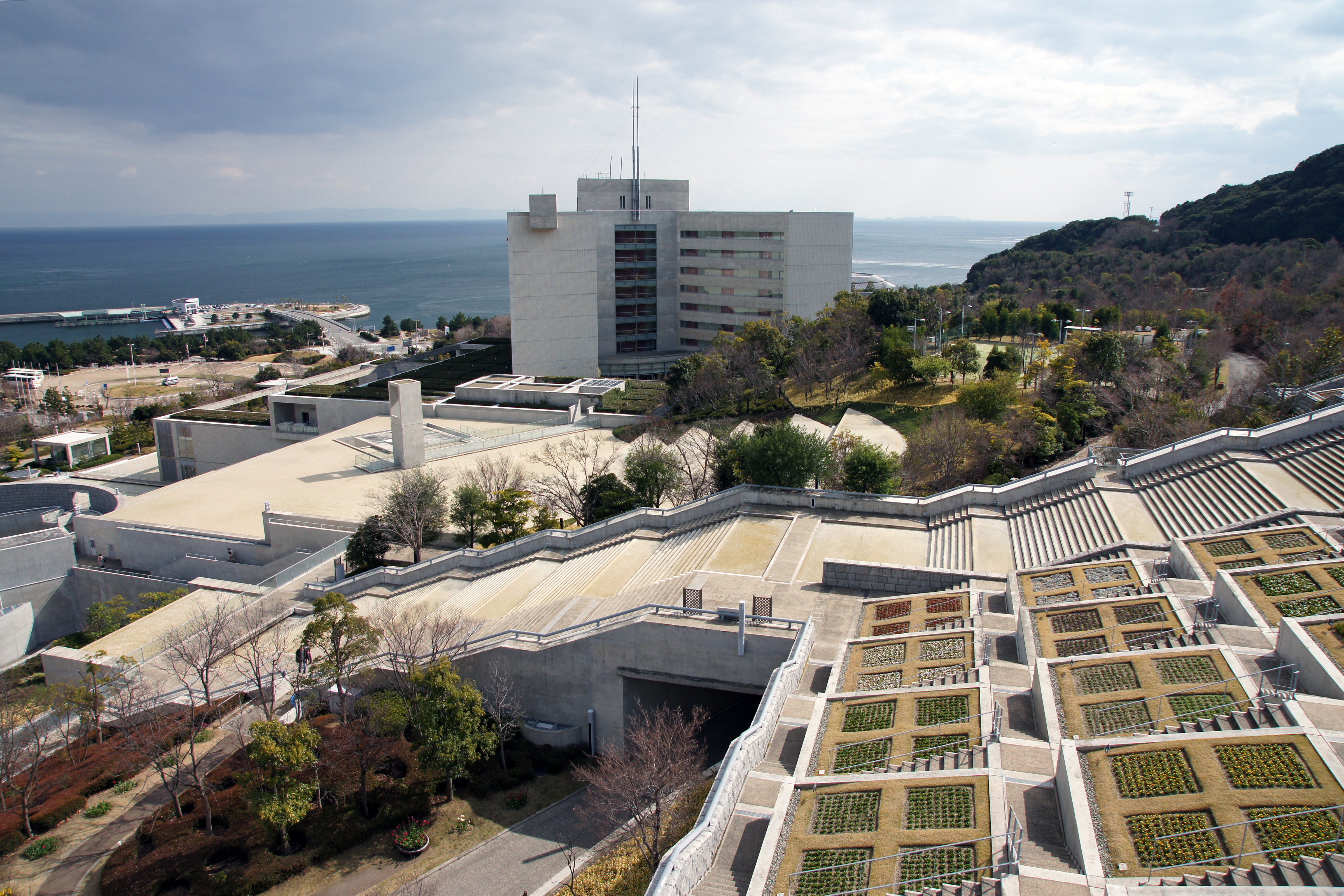
淡路夢舞台百段苑から望む

グランドニッコー淡路 (グランドニッコーあわじ、Grand Nikko Awaji) は、兵庫県淡路市夢舞台にあるホテル。オークラニッコーホテルマネジメントの「グランドニッコー」ブランドを冠するホテルである。2020年9月までの旧称は「ウェスティンホテル淡路」。

## 概要
2000年3月、淡路花博の開催に伴い開業。安藤忠雄が全体設計した淡路夢舞台の施設の一つであり、淡路夢舞台国際会議場と直結してリゾート&コンファレンスセンターを構成し、客室は、スイートルーム8室と和室4室を含む全201室を有する。2017年春、8～10階の高層階フロアをシンプル＆ラグジュアリーをコンセプトにリニューアルし「プレシャスフロア」（全室オーシャンビュー）とした。
2002年、サッカーワールドカップの際にイングランド代表選手の宿舎になった。同年の新語・流行語大賞で「ベッカム様」がトップテンを受賞し、当時の総支配人・藤本信一郎氏が受賞者として出席した。
ウェスティンブランドを冠するホテルでは、ウェルビーイングを通じ、ゲストが旅行中に旅の疲れを乗り越えられるよう尽力しており、このホテルにおいてもSleep Wellのコンセプトのもと「雲の上の寝心地」と呼ばれる「ウェスティン ヘブンリーベッド」が和室を除く全ての客室に設置されている。
なお、このホテルの建造物を含めた淡路夢舞台は、日本の優秀な建築作品に与えられるBCS賞（第42回受賞作品（2001年度））を日本建設業連合会より受賞している。

### ウェスティンホテル＆リゾートのコンセプト
ウェスティンホテル＆リゾートは、世界各地の旅先で「ウェルビーイング(Well-Being)」をゲストに提供するブランドコンセプト（Sleep Well、 Eat Well、 Move Well、 Feel Well、 Work Well、 Play Well）を掲げ、ウェスティンのウェルネス戦略の象徴である「ヘブンリーベッド」、美味しく栄養豊富な食事メニューなどのプログラムをサービスしている。
このウェスティンホテル淡路は、海を望む花と緑が豊かな淡路島国営明石海峡公園という国営公園敷地と隣接するリゾートホテルである。すべての客室にあるバルコニーに出て風を感じつつチェアーに身を委ね、旅行の疲れから解放されてリラックスを体感するFeel Wellや、日常の喧騒や煩わしさから離れ、リラックスしながら解放感とくつろぎの時間を得るPlay Well（Westin Weekend）がここにある。

### グランドニッコーへのリブランド
2020年9月17日に、同年9月30日でマリオット・インターナショナルとの契約が満了することから、翌10月1日にオークラニッコーホテルマネジメントのグランドニッコーブランドを冠し「ウェスティンホテル淡路」から「グランドニッコー淡路」へリブランドすることが発表された。

### 経営陣
- 総支配人：星野美奈子（前任：ホテル日航大阪副総支配人、総支配人代理）

## 施設
- 客室…201室
- レストラン…4
- 宴会場6室（大宴会場1、中宴会場1、小宴会場4）
- チャペル
- スパ＆フィットネス

### フロア構成
- 8～10F:客室（プレシャスフロア）[3]
  - エグゼクティブクラブラウンジは存在しない。
- 4～7F：客室
- 3F：
  - 宴会場：プライベートテラス「チェルレオ」
  - 客室（和室4室)
  - スパ等：スパ＆フィットネス「リストーロ」、屋外プール、リラクゼーションスパ、エステ「La Villa」、ボディケア「HO・GU・SHI」
  - レストラン:日本料理「あわみ」（日本料理・寿司カウンター）
- 2F：フロント
  - レストラン
    - ロビーラウンジ「ルッチョラ」
    - ファンダイニング「コッコラーレ」（ビュフェ・スペシャリテ・鉄板焼）
    - ウェスティンホテルショップ
    - パティスリー＆ベーカリー「コパータ」

  - チャペル「海の教会」
- 1F：宴会場（大宴会場、中宴会場、小宴会場）、ウェディングサロン、衣裳室・美容室・着付室、写真室
- B1〜B2F：淡路夢舞台駐車場（電気自動車充電ステーションあり）[8]

### 客室
8～10階はの客室は、プレシャスフロアとしてオーシャンビューの設定となる。全室バルコニー付き。
- ツインルーム（39～47m2）160室
- ダブルルーム（37～47m2）29室
- ジュニアスイート（55m2）2室
- ハーモニースイート（64m2）1室
- エグゼクティブスイート（92m2）4室
- プレジデンシャルスイート（179m2）1室
- 和室（64～78m2）4室（3F）

### 宴会施設
- 大宴会場「ステラ」
- 中宴会場「チェーロ」
- 小宴会場「ルナ」、小宴会場「クレシェンテ」、小宴会場「コスモ」、小宴会場「ティエラ」
- ウェディングサロン、衣裳室・美容室・着付室、写真室

## 交通アクセス
- 自動車
  - 神戸淡路鳴門自動車道淡路ICから約5分
  - 神戸淡路鳴門自動車道東浦ICから約5分
- 電車
  - JR新幹線新神戸駅・三ノ宮駅からJR神戸線舞子駅で下車、高速バスで15分
- バス
  - 新神戸駅から高速バスで約60分
  - 三ノ宮駅から高速バスで約45分
- 船
  - 明石港から淡路ジェノバラインで岩屋港まで約13分、岩屋港から路線バスで約10分

## アメニティ

### ホテルオリジナルマスコット
「Rastin（ラスティン）」は、特産の玉ねぎのキャップをかぶって、淡路夢舞台の森を元気に跳び回るウサギの男の子の設定のオリジナルマスコット。ぬいぐるみやクッキーなどここでしか買えないグッズがウェスティンホテルショップとオンラインショップで販売されている。

## 周辺
- 明石海峡大橋
  - 淡路島 国営明石海峡公園[10]
- 淡路夢舞台
  - 兵庫県立淡路夢舞台国際会議場
  - 兵庫県立淡路夢舞台温室あわじグリーン館
  - 百段苑:山の斜面に沿って階段状に配置された100個の花壇群
  - あわじ交流の翼港海の駅:ホテルから徒歩圏内の大阪湾沿岸に海の駅があり、海釣りのスポットとして賑わっている[11]。
- 淡路大磯アート山・大石可久也美術館
- 淡路市立中浜稔猫美術館